# Fossato Serralta
Pour les articles homonymes, voir Fossato.
Fossato Serralta est une commune italienne de la province de Catanzaro, dans la région Calabre.

## Administration
| Période                                  | Période | Identité | Étiquette | Qualité |
| ---------------------------------------- | ------- | -------- | --------- | ------- |
|                                          |         |          |           |         |
| Les données manquantes sont à compléter. |         |          |           |         |

### Hameaux
Maranise

### Communes limitrophes
Albi, Cicala, Gimigliano, Pentone, Sorbo San Basile, Taverna.